# Dolly Latz
Dolly Latz  (Berlín, 1908 – Barcelona, 14 d'octubre de 1959) va ser pedagoga, traductora i directora teatral. Visqué i treballà a Barcelona i els anys 1955 i 1956 dirigí les temporades del Teatre Grec amb representacions de teatre clàssic.

## Biografia
Filla de Benno Latz i d'Annita Marx, va cursar estudis de pedagogia a la Universitat de Frankfurt i va ser professora a l'escola Montessori de Roma. A Berlín havia estat deixebla de Max Reinhardt, amb qui després va col·laborar en el projecte del Kammerspiele Theater (Teatre de cambra). Va arribar a Barcelona amb Maria Montessori i s'hi va quedar.

## Directora teatral
Va cooperar amb les activitats del Teatre de Cambra de Barcelona i l'any 1951 i 1952 ja figurava com a directora adjunta de les obres que es representaven, en aquest format, al teatre Romea, per exemple El rostro eterno d'Arthur Schneider, i Los inocentes, de William Archibald, basada en un conte de Henry James.
L'any 1955 va aconseguir que l'Ajuntament de Barcelona subvencionés les representacions de teatre clàssic que proposava per al Teatre Grec de Montjuïc. Així, doncs, per encàrrec de l'alcalde Antoni Simarro, dirigí les temporades del Teatre Grec els anys 1955 i 1956, amb la intenció d'oferir «a poc a poc el cicle complet del teatre grec, que consta, aproximadamente, de trenta-set obres». Amb aquest fi va fundar la companyia de teatre Ciutat Comtal, amb actors i actrius professionals, entre els quals hi havia Dora Santacreu, Carlos Lucena, Conxita Bardem, Carlos Ibarzábal, Josep Maria Domènech, José María Santos, Ventura Ollé, Fernando Cebrián, Coralina Colom, Teresa Gil, Enriqueta Torres, Núria Bargalló i Conxita Arquimbau.
Al llarg dels dos estius, en temporades que començaven a mitjans del mes de juny i s'allargaven fins a finals de setembre amb les festes de la Mercè, presentà, el 1955, Electra, de Sòfocles, seguida de Les troianes, d'Eurípides, Prometeu encadenat, d'Èsquil, i Antígona, de Sófocles. El 1956, Medea, Ifigènia a Taurida i Hipòlit, totes tres d'Eurípides. Entremig, la companyia presentava el juny de 1955, al Teatre Windsor, la comèdia de Claude-André Puget, Los días felices.
Paral·lelament Dolly Latz impartí cursos, feu lectures teatrals i pronuncià conferències a l'Institut del Teatre sobre l'experiència en direcció escènica.
D'altra banda, es dedicà a la traducció; així, entre altres autors, traduí el novel·lista Ernst Emil Wiechert i els poetes Rainer Maria Rilke, Hölderlin, Friedrich Schiller i Franz Wefel.

## Fons
El seu fons es conserva al Centre de Documentació i Museu de les Arts Escèniques i consta part de les seves obres, a banda de documents personals i administratius. A més a més també hi trobarem fotografies i correspondència.